# Agglutination (Linguistik)
Agglutination (von lateinisch agglutinare ‚anleimen, anheften‘) ist das Anheften eines Lautes oder einer kurzen Lautkette an ein Wort. Das (vorn oder hinten) an das Wort angefügte Element kann zum Beispiel ein Artikel oder eine Präposition oder ein lautlicher Teil davon sein. Außerdem kann Agglutination zwischen einem Wortstamm und einem Wortbildungselement stattfinden. Der Gegenbegriff ist Deglutination.
Agglutination zwischen (zuvor) selbständigen Wörtern ist eher selten und kommt vor allem in Sprachen vor, in denen Kehlkopfknacklaute fehlen, so dass die Wortgrenzen nicht deutlich zu hören sind (z. B. Französisch, Englisch).
Die Agglutination zwischen Wortstamm und Affixen ist ein normales Muster der Wortbildung in den agglutinierenden Sprachen (z. B. Türkisch, Finnisch).

## Beispiele
Englisch und Französisch
Beispiele für die Agglutination zwischen Artikel und Substantiv:
- frühneuengl. an eke-name (wörtlich ‚ein Auch-Name‘) → engl. a nickname ‚ein Spitzname‘
- frühneuengl. an ewt → engl. a newt ‚ein Wassermolch‘
- afranz. l’ierre ‚der Efeu‘ → franz. lierre ‚Efeu‘

Durch Agglutination ist jeweils ein Laut vom Artikel auf das Substantiv übergegangen.
Spanisch
Im Spanischen bestehen Substantive arabischer Herkunft häufig aus dem arabischen Substantiv mit agglutiniertem arabischem Artikel:
- span. algodón ‚Baumwolle‘ ← arab. al-quṭn
- span. azúcar ‚Zucker‘ ← arab. as-sukkar (zur lautlichen Gestalt des arabischen Artikels siehe Sonnenbuchstabe)
- span. aceite ‚Öl‘ ← arab. az-zait

Der spanische Ausdruck el algodón ‚die Baumwolle‘ enthält also vorn den spanischen Artikel el und zusätzlich – im Substantiv versteckt – den arabischen Artikel al.

## Deglutination
Deglutination ist die „falsche“ Abtrennung eines Lautes. Meistens handelt es sich um die Ablösung eines Anlauts infolge einer unklaren Grenze zwischen Artikel und Substantiv.
Beispiel:
- ostmitteldeutsch ein nōter ‚eine Natter‘ (15. Jahrhundert) → hochdeutsch eine Otter (16. Jahrhundert)
- altfranzösisch la lonce ‚der Luchs‘ → franz. l’once ‚der Schneeleopard‘